# Девалвация
Девалвация е понижаване на стойността на дадена национална валута спрямо стойността на стоки, услуги или спрямо чужда валута, спрямо които може да бъде разменяна.

## Въздействие върху вноса и износа
Девалвацията води до относително повишаване на цените на вносните стоки и до понижаване на цените на износните стоки. При тази ситуация постепенно покупките в страната се насочват от вносните чужди към националните стоки. Създава се възможност за намаляване на разходите за износ. Това продължава докато цените на износните стоки се повишат в сравнение с цените на вносните стоки и се установи съответно равновесие на валутния обмен.